# Ручаёвский сельсовет
Ручаёвский сельсовет — административная единица на территории Лоевского района Гомельской области Республики Беларусь. Административный центр — агрогородок Ручаёвка.

## Состав
Ручаёвский сельсовет включает 8 населённых пунктов:
- Абрамовка — деревня
- Грохов — деревня
- Димамерки — деревня
- Корчемка — деревня
- Николаевка — деревня
- Новая Олешковка — деревня
- Новокузнечная — деревня
- Ручаёвка — агрогородок

Упразднённые населённые пункты на территории сельсовета:
- Старая Олешковка — деревня